# Goldmanella
Goldmanella es un género monotípico de plantas fanerógamas perteneciente a la familia de las asteráceas. Su única especie Goldmanella sarmentosa es originaria de Norteamérica.

## Distribución
Se encuentra en  México.

## Taxonomía
Dicranocarpus parviflorus fue descrita por (Greenm.) Greenm.   y publicado en Botanical Gazette 45: 198. 1908.
Sinonimia
- Caleopsis sarmentosa (Greenm.) Fedde
- Goldmania sarmentosa Greenm.